# Palau az olimpiai játékokon
Palau első alkalommal a 2000-es játékokon vett részt, azóta mindegyik nyári olimpiára küldött sportolókat, de még nem nyert érmet.
A Palaui Nemzeti Olimpiai Bizottság 1997-ben alakult meg, a NOB 1999-ben vette fel tagjai közé.

## Sportolók száma
| Olimpia | Sportolók |
| ------- | --------- |
| 2000    | 5         |
| 2004    | 4         |
| 2008    | 5         |
| 2012    | 5         |
| 2016    | 5         |